# تفجيرات أورومتشي 1992
في 5 فبراير 1992، انفجرت أربع قنابل في المباني العامة وفي حافلتين عامتين (الخط 2، والخط 30) في أورومتشي بسنجان في الصين. أسفرت التفجيرات عن مقتل ثلاثة أشخاص وإصابة 23 آخرين.